# Saving the Family Name
Saving the Family Name è un film muto del 1916 diretto da Phillips Smalley e da Lois Weber che aveva anche sceneggiato il film. Smalley, invece, appare tra gli interpreti.

## Trama
Estelle Ryan, una chorus girl, è al centro degli articoli della stampa scandalistica dopo che Wally Dreislin si è suicidato per lei quando la sua famiglia si è opposta alla relazione tra i due giovani. Estelle diventa così una celebrità nazionale e la schiera dei suoi ammiratori aumenta a dismisura. Il più fedele è Jansen Winthrop: il suo coinvolgimento sentimentale con la ballerina mette in allarme la signora Winthrop che incarica l'altro figlio, Robert, di impedire quel matrimonio. Robert, obbedendo agli ordini della madre, rapisce Estelle e la tiene nascosta in un casino da caccia in mezzo ai boschi, sperando che la ragazza rinunci al fratello. Dopo qualche settimana, però, Robert si rende conto che la fama di femme fatale attribuita ad Estelle è solo un'invenzione della stampa e decide di riunire i due innamorati. Ma, all'arrivo di Jansen, Estelle confessa di essersi ormai innamorata di Robert che, ovviamente, la ricambia. I due iniziano così la loro storia d'amore.

## Produzione
Il film fu prodotto dall'Universal Film Manufacturing Company (con il nome Bluebird Photoplays Inc.).

## Distribuzione
Distribuito dall'Universal Film Manufacturing Company (con il nome Bluebird Photoplays Inc.), il film uscì nelle sale statunitensi l'11 settembre 1916.